# Podagrion longicaudum
Podagrion longicaudum is een vliesvleugelig insect uit de familie Torymidae. De wetenschappelijke naam is voor het eerst geldig gepubliceerd in 1940 door Masi.